# Ludwig Norbert
Ludwig Norbert, né le 19 novembre 1983 à Châtenay-Malabry dans les Hauts-de-Seine, est un footballeur puis entraîneur français. Il évolue au poste de milieu de terrain offensif durant les années 2000.
Formé au Tottenham Hotspur, il évolue principalement au Angers SCO. Son frère Guillaume, est également footballeur.

## Biographie
Ludwig Norbert commence sa carrière professionnelle dans le club anglais du Tottenham Hotspurpar qui il est repéré à l'âge de 15 ans alors qu'il évolue en équipe de France U16. Il passera deux années en Angleterre et évoluera principalement en équipe réserve. 
. En avril 2002, il est prêté au Glasgow Rangers pour trois mois.
Ludwig Norbert rejoint en juin 2002 l'US Créteil et dispute ses premières rencontres de Ligue 2 avec le club à l'âge de 18 ans. La saison suivante, il signe pour l'Angers SCO où il devient un des éléments majeurs de l'équipe première disputant soixante rencontres avec le club. La première saison, il finira meilleur buteur du club avec 9 réalisations (championnat et coupes). La seconde saison, il sera appelé en équipe de France Espoir après un match époustouflant en coupe de France contre l'Olympique de Marseille. (victoire du Sco d'Angers 3 à 2 au Vélodrome). Après deux saisons avec l'Angers SCO, il s'engage pour trois saisons avec La Berrichonne de Châteauroux mais dès la première saison, une blessure chronique au dos l'éloigne des terrains pendant la majeure partie de l'année. Il mettra un terme à sa carrière professionnelle en juin 2006.

## Statistiques
Le tableau ci-dessous résume les statistiques en match officiel de Ludwig Norbert durant sa carrière de joueur professionnel,.
| Saison                | Club                  | Championnat           | Championnat | Championnat | Coupe nationale | Coupe nationale | Coupe de la Ligue | Coupe de la Ligue | Total | Total |
| Saison                | Club                  | Division              | M.          | B.          | M.              | B.              | M.                | B.                | M.    | B.    |
| 2002-2003             | US Créteil            | Ligue 2               | 1           | 0           | 1               | 0               | -                 | -                 | 2     | 0     |
| 2003-2004             | Angers SCO            | Ligue 2               | 24          | 5           | 4               | 4               | 1                 | 0                 | 29    | 9     |
| 2004-2005             | Angers SCO            | Ligue 2               | 31          | 4           | 5               | 3               | 1                 | 0                 | 37    | 7     |
| 2005-2006             | LB Châteauroux        | Ligue 2               | 1           | 0           | -               | -               | 1                 | 0                 | 2     | 0     |
| Total sur la carrière | Total sur la carrière | Total sur la carrière | 57          | 5           | 4               | 0               | 3                 | 0                 | 64    | 5     |